# Orquesta Filarmónica de Brno
La Orquesta Filarmónica de Brno es (en checo: Filharmonie Brno y en alemán: Philharmoniker Brünn) es una de las orquestas sinfónicas más importantes de la República Checa. Anteriormente a 2006, era conocida como la Filarmónica Estatal de Brno (Státní filharmonie Brno) desde su fundación en 1956. La orquesta reside oficialmente en el centro cultural Besední dům, aunque también realiza presentaciones frecuentemente en el Teatro de la Ópera Janacek, ambos ubicados en la ciudad de Brno. Su último director principal fue Aleksandar Marković (2009-2015).  
Los fondos para la organización son subvencionados con apoyo estatal de la ciudad de Brno, el Ministerio de Cultura de la República Checa y el gobierno regional de Moravia Meridional.
La orquesta asesora y colabora con el Conservatorio de Brno para la realización de presentaciones conjuntas. Desde 2008 también participa como orquesta invitada en el Festival Primavera de Praga.

## Directores principales
Los Directores principales han sido:
- 1956-1958: Břetislav Bakala
- 1959-1962: Jaroslav Vogel
- 1962-1978: Jiří Waldhans
- 1978-1983: František Jílek
- 1983-1991: Petr Vronský
- 1991-1995: Leoš Svárovský
- 1995-1997): Otakar Trhlík
- 1997-2000: Aldo Ceccato
- 2002-2009: Petr Altrichter
- 2009–2015: Aleksandar Marković
- 2018-presente:Dennis Russell Davies[3]

- Y directores eméritos:
- Caspar Richter (2002–actualidad)
- Sir Charles Mackerras (2007-2010)